# Българско неделно училище „Св. св. Кирил и Методий“ (Атина)
Българско неделно училище „Св. св. Кирил и Методий“ e училище на българската общност в Атина, Гърция.

## История
Училището е най-старото българско училище в Гърция, основано е през 2004 г. Възниква като неделни курсове по български език, но нуждата за запазване на идентичността разширява целта му. В училището започва да се изучава литература, история и география на България. Пο – късно с помощта на посолството на България в Атина се издават и удостоверения признати от Министерство на образованието, младежта и науката на България. Първоначално училището се посещава от 6 деца.
По инициатива на училището през 2009 г. се основава Културно–просветно дружество „Будители“, с основна цел да стабилизира училището.

## Директори
- Даниела Тодорова (от създаването на училището)[3]
- Мими Ничева (настоящ директор)[1]

## Ученици
Численост на записаните ученици през учебните години:
- 2008 / 2009[2] – 56
- 2009 / 2010[4] – 60
- 2010 / 2011[5] – 82
- 2011 / 2012[3] – 168
- 2016 / 2017[6] – 155

## Сътрудничество
През 2016 г. училището сключва договор за съвместна дейност с Философско-историческият факултет на Пловдивския университет. Първата им съвместна инициатива на двете институции е Международният литературен конкурс на тема „С България в сърцето“.